# Rincón Chamula
Rincón Chamula är en ort i Mexiko.   Den ligger i kommunen Pueblo Nuevo Solistahuacán och delstaten Chiapas, i den sydöstra delen av landet, 700 km öster om huvudstaden Mexico City. Rincón Chamula ligger 1 842 meter över havet och antalet invånare är 5 592.
Terrängen runt Rincón Chamula är bergig norrut, men söderut är den kuperad. Runt Rincón Chamula är det ganska tätbefolkat, med 80 invånare per kvadratkilometer. Närmaste större samhälle är Pueblo Nuevo Jolistahuacan, 6,7 km sydost om Rincón Chamula. Omgivningarna runt Rincón Chamula är en mosaik av jordbruksmark och naturlig växtlighet.